# Jeff Wall

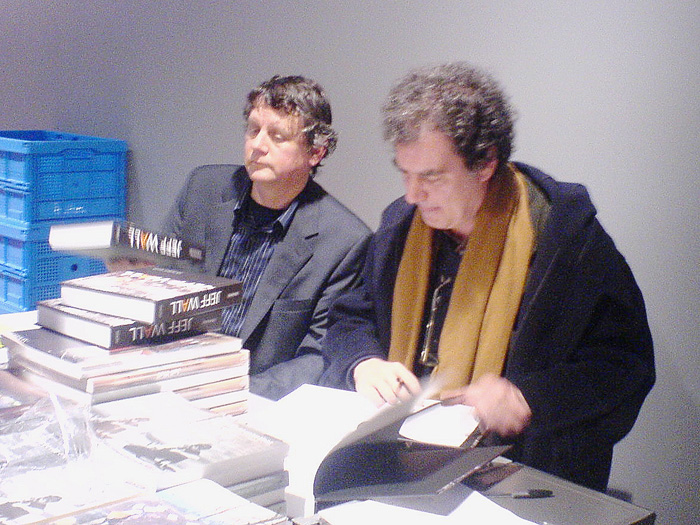
Jeff Wall i Jean Francois Chevrier (2007).

Jeff Wall (ur. 29 września 1946 w Vancouver) – kanadyjski fotograf. W 2002 został wyróżniony nagrodą Fundacji Erny i Victora Hasselblad.
Jego zdjęcia są często komponowane podobnie jak kadry filmowe z drobiazgową dbałością o szczegóły. Kompozycje przemyślane, zapożyczają z malarstwa klasycznego takich mistrzów jak Édouarda Maneta. Wiele z jego zdjęć to olbrzymie (głównie 2 x 2 metry) przeźrocza oprawione w podświetlane ramy. Jeff Wall twierdzi, że ta idea przyszła do niego w trakcie podróży autobusem między Hiszpanią a Londynem, gdzie pierwszy raz ujrzał podświetlane boksy reklamowe zamontowane na przystankach autobusowych. Tematyką, którą podejmuje, jest socjologia czy polityka, a w szczególności przestępczość wielkomiejska, rasizm, ubóstwo konflikty płciowe i klasowe.
Typowym obrazem Jaffa Walla jest Mimic z 1982. Jest to kolorowe przeźrocze o rozmiarach 198 cm x 229 cm. Przedstawia ono trójkę ludzi, parę oraz mężczyznę podążających po chodniku w stronę aparatu. Ulica przypomina przedmieścia północnoamerykańskiego miasteczka, gdzie budownictwo mieszkalne miesza się z przemysłowym. Przedstawiona para jest biała, podczas gdy mężczyzna jest Azjatą. Zarówno skąpy ubiór kobiety, jak i zarost oraz rozczochrana fryzura jej chłopaka sugerują, że pochodzą z klasy robotniczej. Azjata jest ubrany nieco gustowniej, co pozwala domniemać, iż należy do klasy średniej. Biały mężczyzna wykonuje rasistowski gest w kierunku Azjaty.
Kształcił się na Uniwersytecie Kolumbii Brytyjskiej. 